# Alberto Coramini
Alberto Coramini (ur. 2 sierpnia 1944 w Maserà di Padova; zm. 17 lutego 2015 w Teolo) – włoski piłkarz, grający na pozycji obrońcy.

## Kariera piłkarska

### Kariera klubowa
Wychowanek Juventusu, w barwach którego w 1965 rozpoczął karierę piłkarską. W sezonie 1965/66 został wypożyczony do Potenzy. W 1968 został piłkarzem Pisy. W 1972 zasilił skład Padovy. W 1976 przeszedł do Belluno, w której zakończył karierę piłkarską w roku 1978.

## Sukcesy i odznaczenia

### Sukcesy klubowe
Juventus
- mistrz Włoch: 1966/67
- zdobywca Pucharu Włoch: 1964/65